# Sindelsberg (Marmoutier)
Sindelsberg ist ein Ortsteil der französischen Gemeinde Marmoutier im Département Bas-Rhin in der Region Grand Est (bis 2015 Elsass).

## Geschichte

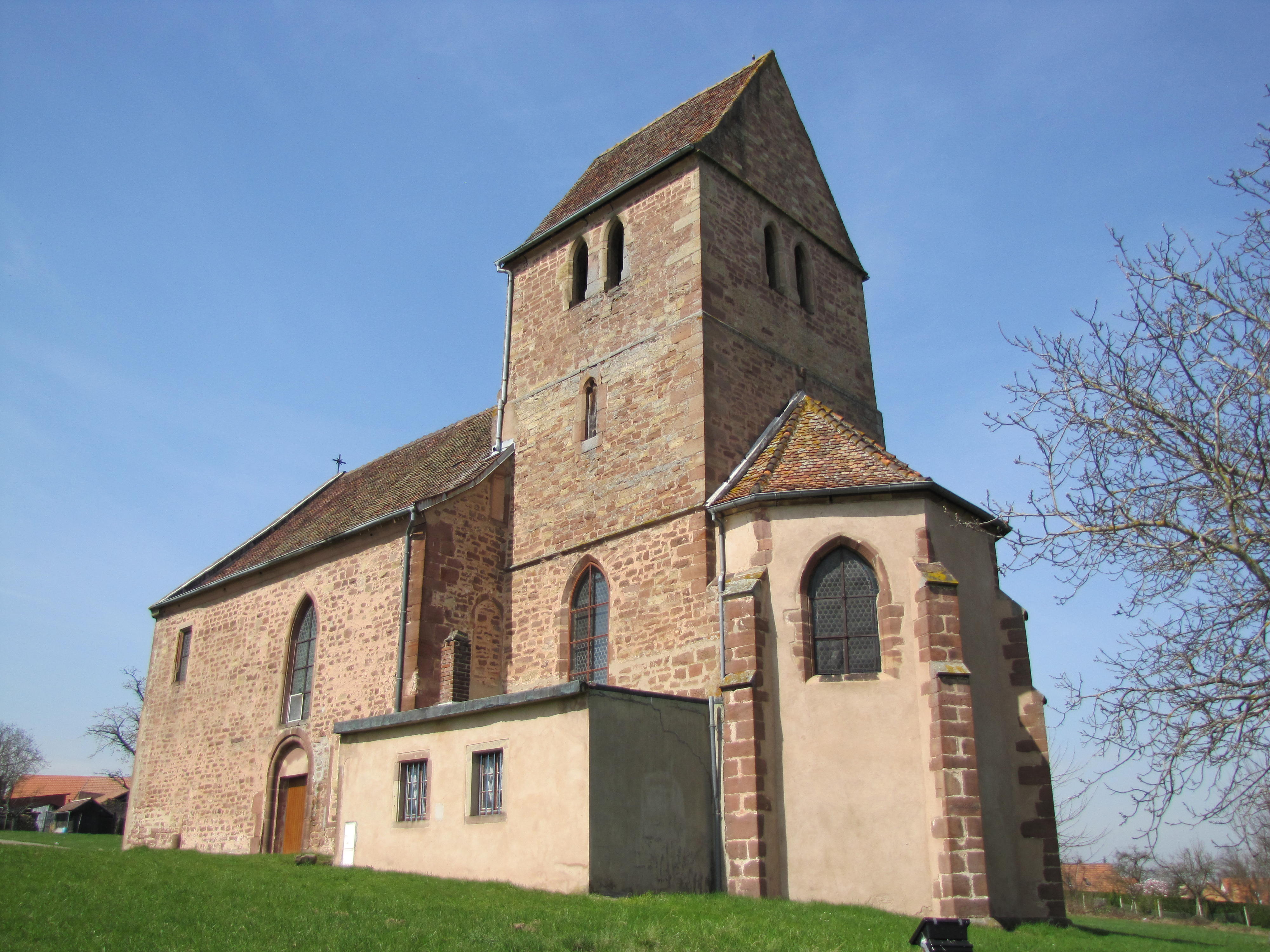
Mittelalterliche Kapelle von Sindelsberg (ehemaliger Benediktiner-Konvent)

Über die urkundliche Ersterwähnung von Sindelsberg ist derzeit nichts bekannt, spätestens 1218 erfolgt eine Nennung in einem Regest des Klosters Wörschweiler.  Im 15. Jahrhundert gehörte der Ort zum Amt Westhofen der Grafschaft Hanau-Lichtenberg. Mit der Reunionspolitik Frankreichs unter König Ludwig XIV. (etwa ab 1650) kamen das Amt Westhofen und Sindelsberg unter französische Oberhoheit. Nach dem Tod des letzten Hanauer Grafen, Johann Reinhard III., fiel das Erbe – und damit auch Sindelsberg – 1736 an den Sohn seiner einzigen Tochter, Charlotte, den Erbprinzen und späteren Landgrafen Ludwig (IX.) von Hessen-Darmstadt. In Hessen-Darmstädtischer Zeit gehörte Sindelsberg nicht mehr zum Amt Westhofen.

## Kloster – Saint-Blaise-Kapelle
Im 6. Jahrhundert, als Léobard der Legende nach das Kloster von Marmoutier gegründet hat, erbaute Sindenus, einer seiner Getreuen, seine Einsiedelei auf einem Hügel, der fortan den Namen "Sindenus mons" (Sindelsberg) trug. 1115 ließ der Abt Richwin hier ein Benediktinerkloster errichten, dessen Kapelle im Jahre 1137 eingeweiht wurde. Nach der Zerstörung im Bauernkrieg wurde sie im Jahre 1525 zerstört. Nur der Kirchturm blieb im Original erhalten, während das Kirchenschiff im Jahre 1584 erneuert wurde. Der Altarraum wurde dem Kult des Hl. Blasius gewidmet, dessen Leidensgeschichte auf den Emporentafeln geschildert ist.
Das Vogteirecht des Klosters lag bei den Herren von Lichtenberg.

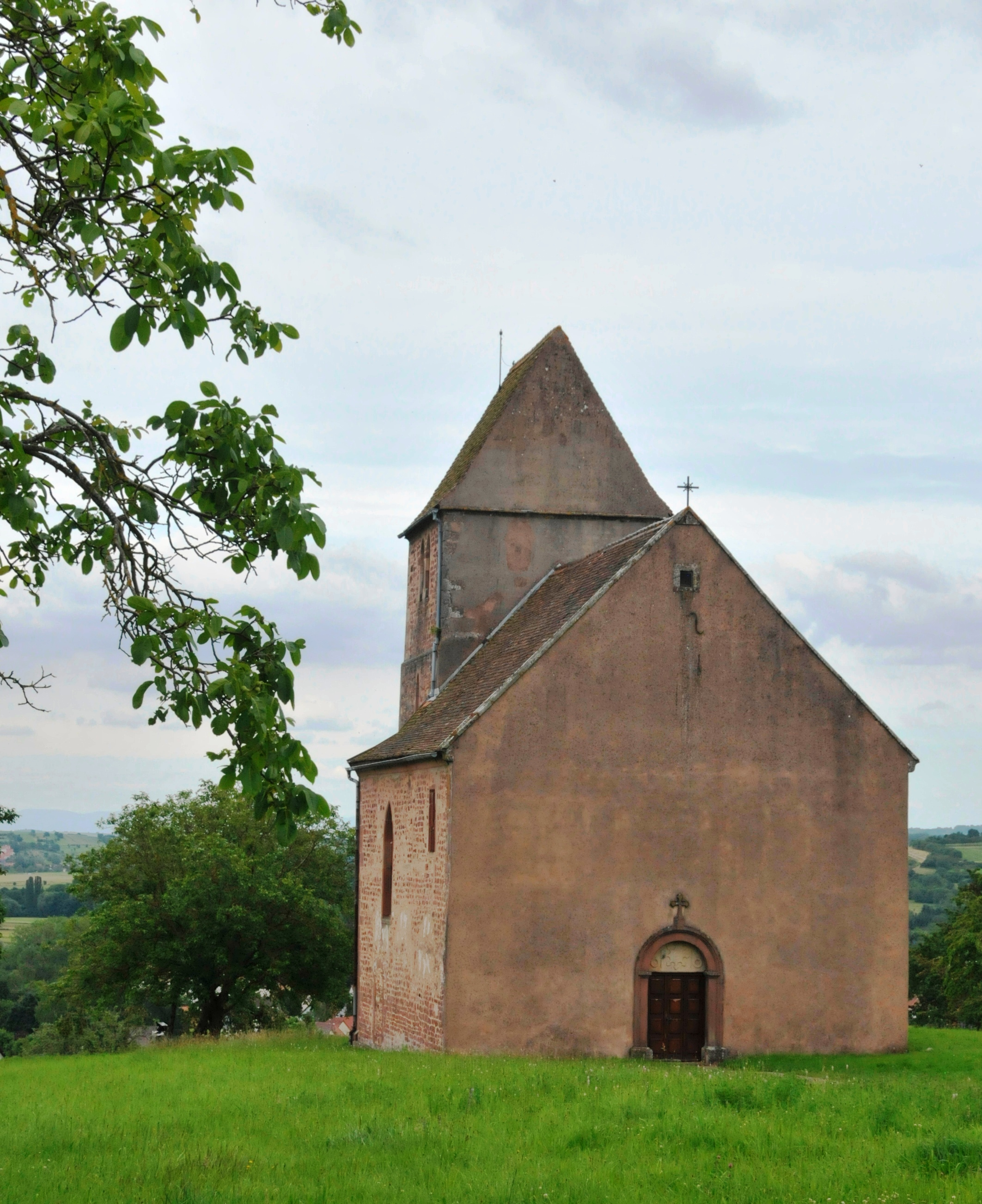
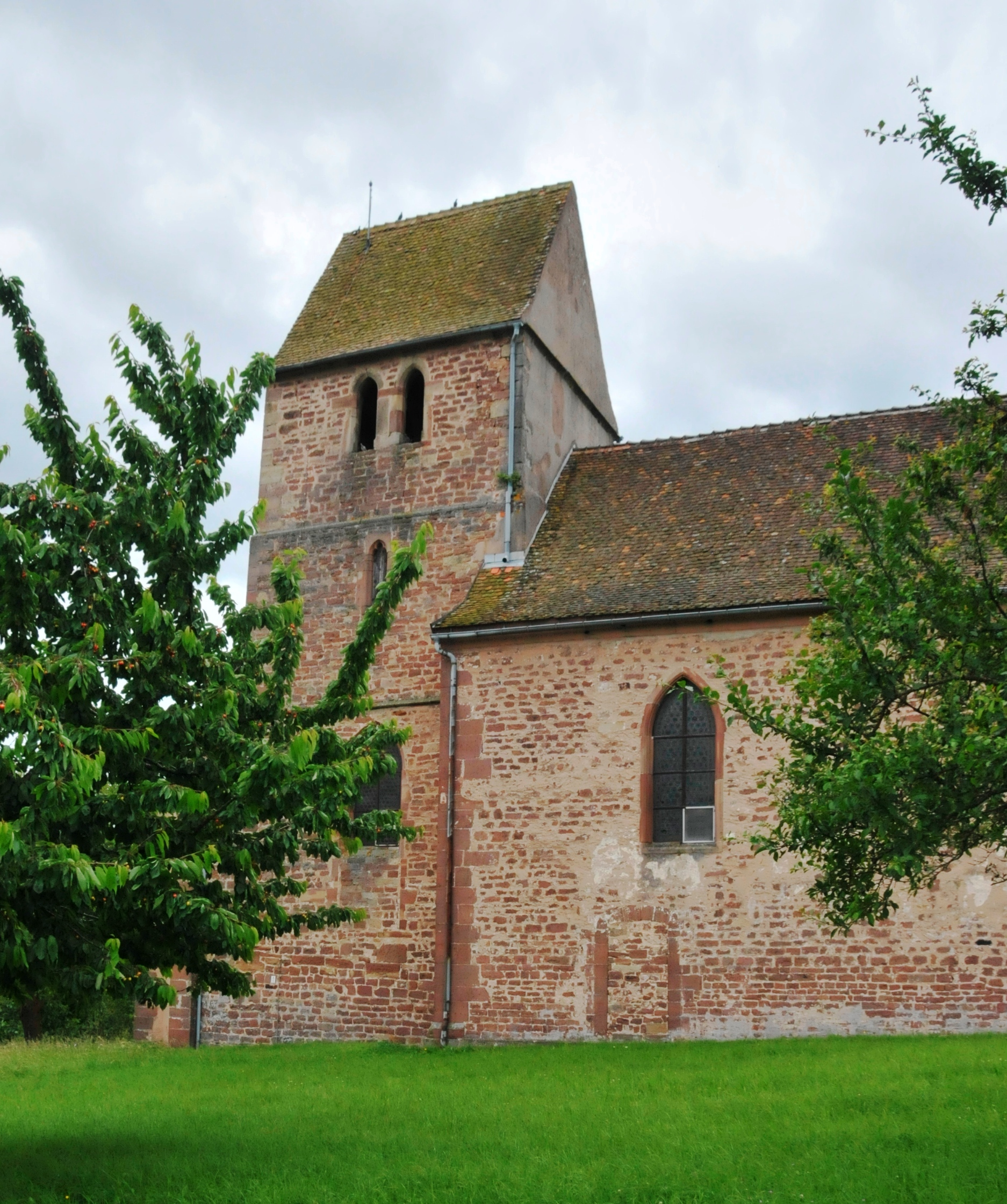
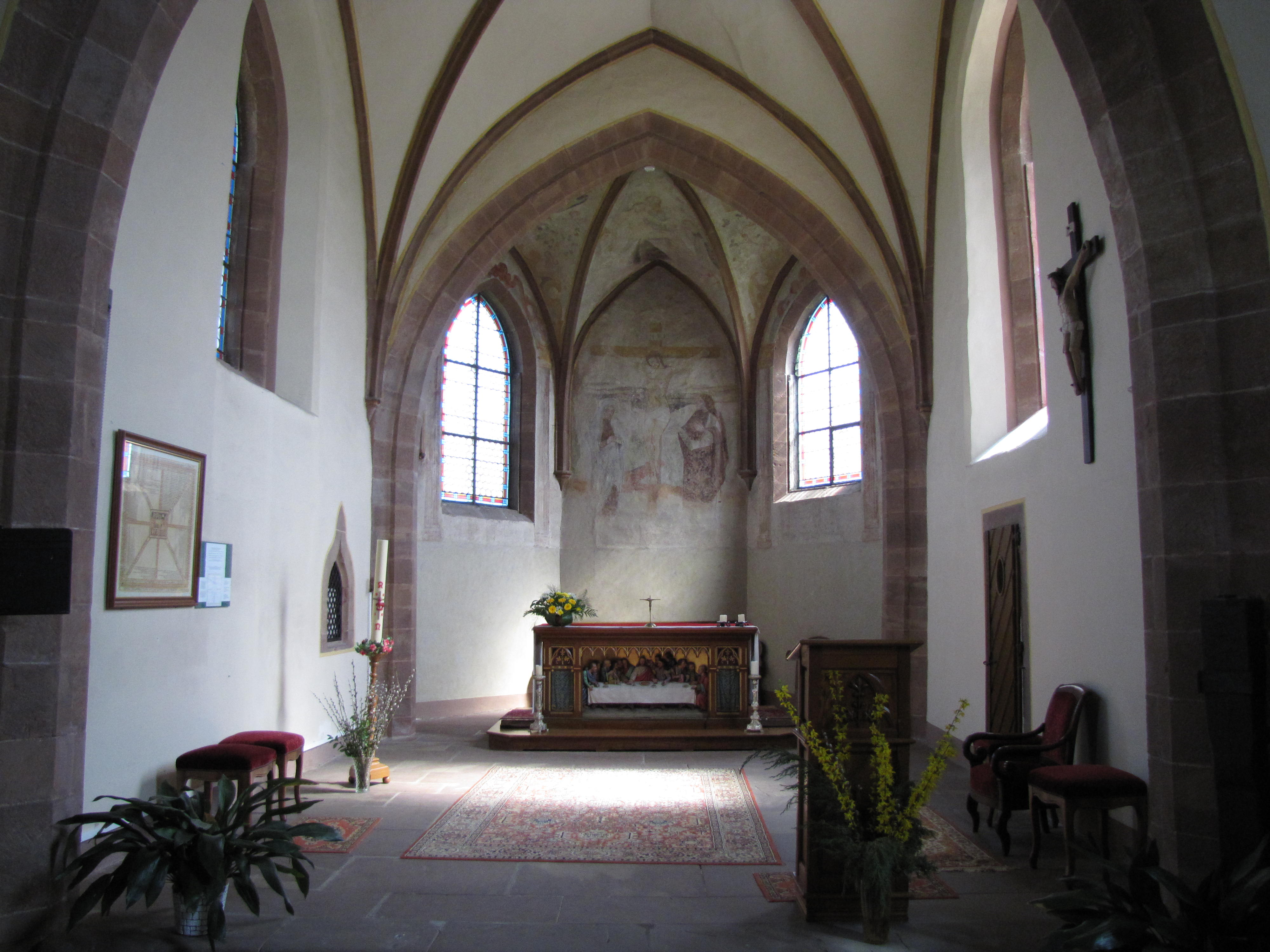
Blick in den Chorraum
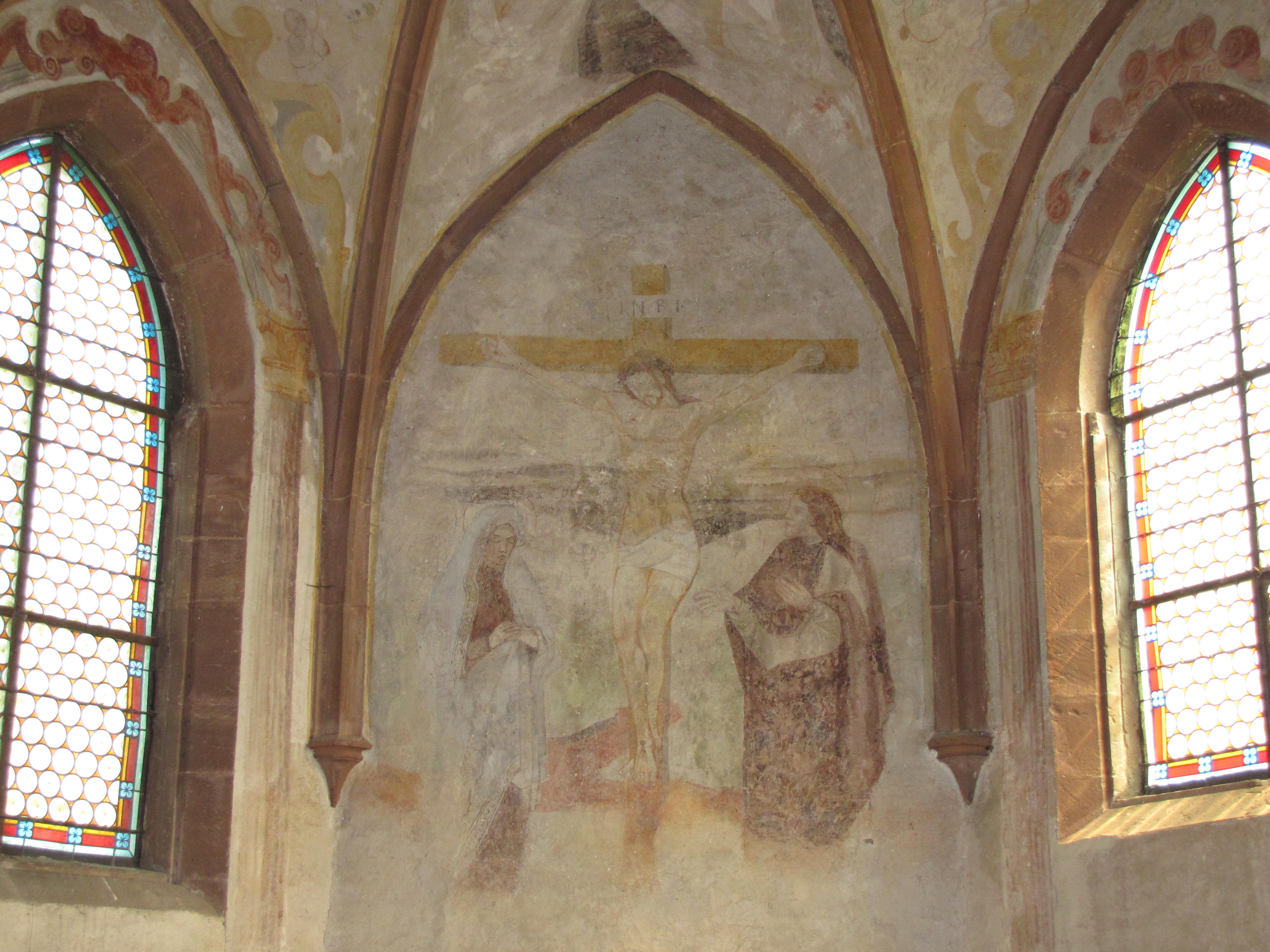
Wandgemälde in der Apsis
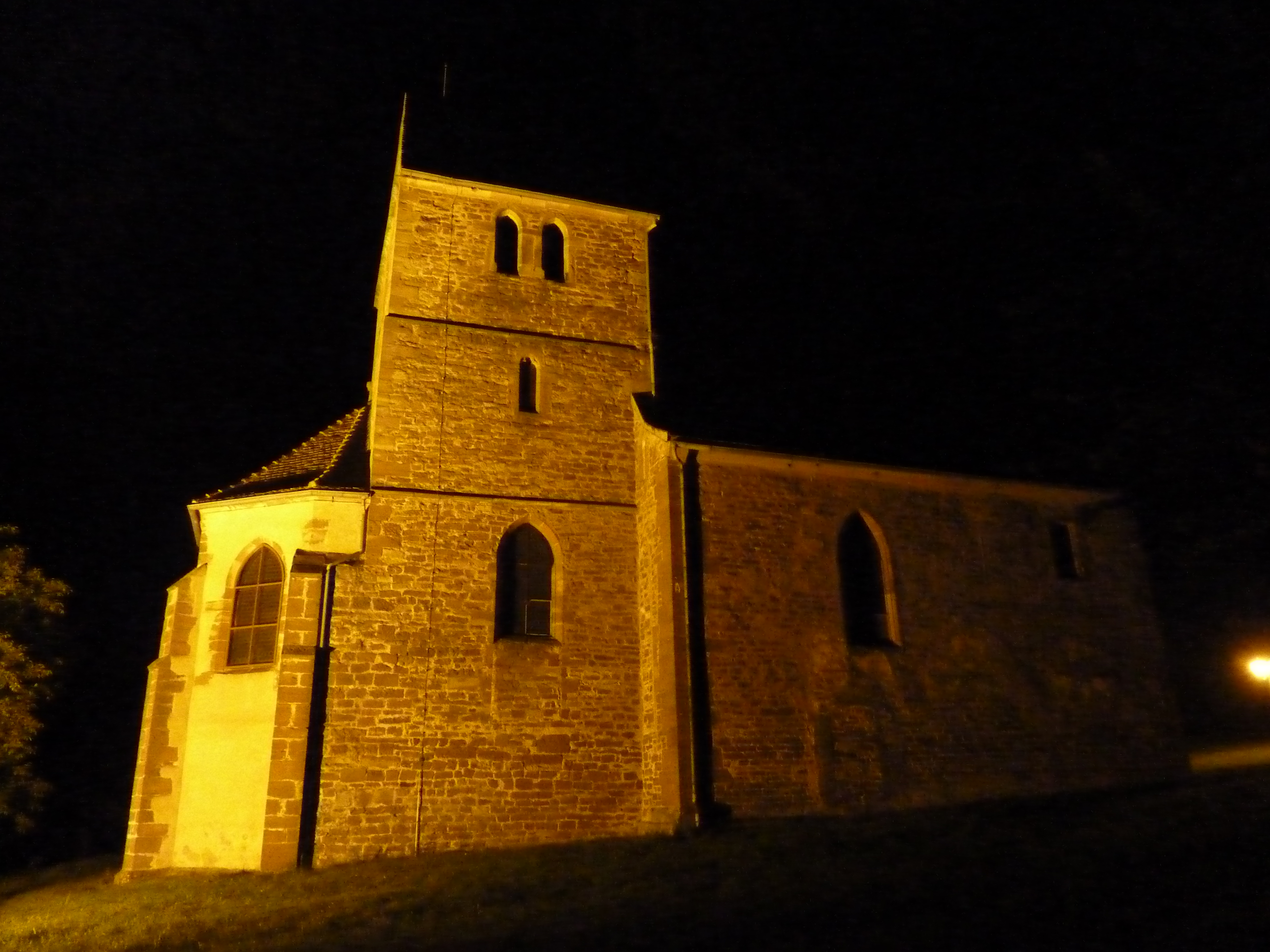
Bei nächtlicher Beleuchtung